# 웰러맨
웰러맨 (영어: Wellerman) 또는 순 메이 더 웰러맨 컴 (영어: Soon May the Wellerman Come)은 1860년에서 70년 정도에 만들어진 것으로 생각되는, 뱃노래이자 뉴질랜드 민요이다. 이 노래는 뉴질랜드에서 포경선에 음식을 공급했던 웰러 형제의 보급선에서 일하는 사람들인 "웰러맨'에 관한 노래이다. 1973년에 처음으로 뉴질랜드 책에 이 노래가 실렸다. 2020년부터 2021년까지 더 롱 게스트 존스 버전과 나단 에반스 버전이 틱톡을 통해 뜻밖의 입소문 마케팅을 타면서 소셜 미디어에서 뱃노래의 유행을 주도했었다.